# Nick Fenton
Nicholas 'Nick' Fenton (Rond 1918 – onbekend) was een Amerikaanse jazzbassist, die actief was in het beginnende bopcircuit in New York.

## Biografie
Fenton was het kind van Caribische immigranten en groeide op in Manhattan rond Manhattan Avenue en 119th Street. Begin jaren 1940 maakte hij deel uit van de huisband in de jazzclub Minton's Playhouse in New York met Kenny Clarke, Joe Guy en Thelonious Monk, die jamsessies speelden met muzikanten als Charlie Christian, Dizzy Gillespie en Hot Lips Page. In 1940 speelde hij met Coleman Hawkins. De eerste opnamen werden gemaakt in 1940 met Slim Gaillard (Put Your Arms Around Me, Baby / Hey! Chief) voor Okeh Records. In 1941 speelde hij met Lester Young (Tickle Toe) en Una Mae Carlisle (Blitzkrieg Baby (You Can't Bomb Me), in 1942 met Lucky Millinder en in 1945 met Dud Bascomb. Op het gebied van jazz was hij tussen 1940 en 1945 betrokken bij 20 opnamesessies.